# 圣马塞尔迪尔费
圣马塞尔迪尔费（法語：Saint-Marcel-d'Urfé，法語發音：[sɛ̃ maʁsɛl dyʁfe]）是法国卢瓦尔省的一个市镇，位于该省西部略偏北，属于罗阿讷区。

## 地理
圣马塞尔迪尔费（45°52'22"N, 3°53'6"E）面积13.92 平方千米，位于法国奥弗涅-罗讷-阿尔卑斯大区卢瓦尔省，该省份为法国中南部省份，北起顺时针与索恩-卢瓦尔省、罗讷省、伊泽尔省、阿尔代什省、上盧瓦爾省、多姆山省和阿列省接壤。
与圣马塞尔迪尔费接壤的市镇（或旧市镇、城区）包括：圣瑞斯特昂舍瓦莱、尚波利、瑞雷、圣马丹拉索沃泰、圣罗曼迪尔费。

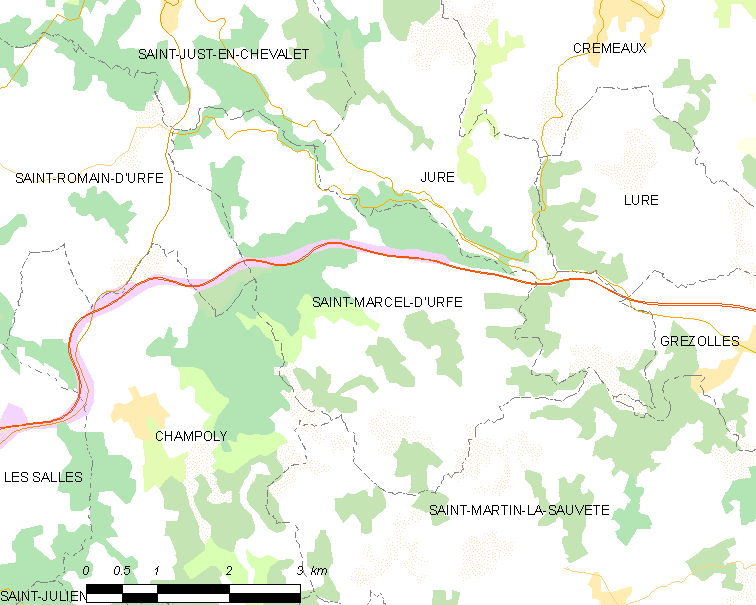
圣马塞尔迪尔费的OSM定位图

圣马塞尔迪尔费的时区为UTC+01:00、UTC+02:00（夏令时）。

## 行政
圣马塞尔迪尔费的邮政编码为42430，INSEE市镇编码为42255。

## 政治
圣马塞尔迪尔费所属的省级选区为勒奈松县。

## 人口

1962-2008年间圣马塞尔迪尔费人口变化图示

圣马塞尔迪尔费于2022年1月1日时的人口数量为269人。